# خوان رامون روخا
خوان رامون روخا (انگلیسی: Juan Ramón Rocha؛ زادهٔ ۸ مارس ۱۹۵۴) بازیکن فوتبال اهل آرژانتین است.
از باشگاه‌هایی که در آن بازی کرده‌است می‌توان به باشگاه فوتبال پاناتینایکوس، باشگاه ورزشی اتلتیکو جونیور، باشگاه فوتبال بوکا جونیورز، و باشگاه فوتبال نیولز اولد بویز اشاره کرد.
وی همچنین در تیم ملی فوتبال آرژانتین بازی کرده‌است.